# ALVINNN!!! és a mókusok
Az ALVINNN!!! és a mókusok (eredeti cím: Alvinnn!!! And the Chipmunks) 2015 és 2023 között futott vetített amerikai–francia televíziós 3D-s számítógépes animációs vígjátéksorozat, amelyet Janice Karman alkotott és rendezett. Az Alvin és a mókusok című rajzfilmsorozat alapján készült. 
A producere Michael Bagdasarian, forgatókönyvírója Janice Karman, Michael Bagdasarian, Vanessa Bagdasarian, Peter Saisselin és Thomas Forwood, zenéjét Ross Bagdasarian, Janice Karman szerezték. A tévéfilmsorozat a Bagdasarian Productions, az OuiDo! Productions és a Technicolor Animation Productions gyártásában készült és a PGS Entertainment forgalmazásában jelent meg.
A sorozatot Amerikában 2015. augusztus 3-án a Nickelodeon, Franciaországban 2015. március 30-án az M6, míg Magyarországon 2016. február 29-én a Nickelodeon, míg áprilisban az M2 mutatta be. 2025 januárjában a Minimax is képernyőre tűzte.

## Cselekmény
A sorozat Dave Seville, egyedülálló édesapát követi, aki hat éneklő mókust (Jeanette, Brittany és Eleanor, valamint Simon, Theodore és Alvin) nevel. Dave türelmét Alvin próbára teszi, általában addig a pontig, amikor elkiáltja magát: „ALVINNN!!!”. Néha csalódik Simon és Theodore, Brittany, Jeanette és Eleanor miatt is, de mindezek ellenére szereti a gyerekeit. A sorozat a modern időkben játszódik, és olyan modern témákat tárgyal, mint Dave technológiai tudatlansága.

## Szereplők
| Szereplő     | Eredeti hang          | Magyar hang                                      | Magyar hang     | Leírás |
| Szereplő     | Eredeti hang          | Nickelodeon                                      | M2              | Leírás |
| ------------ | --------------------- | ------------------------------------------------ | --------------- | --- |
| Alvin        | Ross Bagdasarian, Jr. | Dányi Krisztián                                  | Dányi Krisztián | A középső mókus, kedvenc színe a piros, gyakran huncut, csintalankodó és rosszfiús, de igazából nagy szíve van és igen jóindulatú és gondoskodó.            |
| Simon        | Ross Bagdasarian, Jr. | Szatory Dávid                                    | Posta Victor    | A legidősebb mókus, kedvenc színe a kék, okos, kedves és figyelmes, nagyon szeret olvasni és feltalálni.                                                    |
| Dave         | Ross Bagdasarian, Jr. | Szatmári Attila                                  | Bozsó Péter     | A mókusok menedzsere és örökbefogadó apja, ugyancsak zeneszerző. Nagyon türelmes, de néha nála is elszakad a cérna.                                         |
| Theodore     | Janice Karman         | Moser Károly                                     | Moser Károly    | A legkisebb mókus, kedvenc színe a zöld, édes, kedves, naiv és félénk, nagyon szeret enni és a plüssmackójával játszani.                                    |
| Jeanette     | Janice Karman         | Ábel Anita                                       | Ábel Anita      | A legidősebb mókuslány, kedvenc színe a lila, félénk, óvatos és segítőkész, szeret olvasni és nyomozni.                                                     |
| Brittany     | Janice Karman         | Vadász Bea                                       | Vadász Bea      | A középső mókuslány, kedvenc színe a rózsaszín és imádja a divatot, de beképzelt, önző, goromba, olykor rosszindulatú, gonoszkodó és igen ostoba tud lenni. |
| Eleanor      | Vanessa Chambers      | Mezei Kitty                                      | Mezei Kitty     | A legkisebb mókuslány, kedvenc színe a zöld, segítőkész és óvatos, szeret sportolni és sütni-főzni.                                                         |
| Annie        | Vanessa Chambers      | Roatis Andrea                                    | N/A             | A mókusok és a mókuslányok egyik osztálytársa, gyakran pletykás és rosszindulatú, szeret a többi lánnyal kavarni.                                           |
| Igazgatónő   | Edwina Jones          | Kiss Virág                                       | Simonyi Réka    | Az iskola igazgatónője, nagyon kedves, türelmes és jóindulatú.                                                                                              |
| Derek Smalls | Brian Chambers        | Ungvári Gergely                                  | Berkes Bence    | A mókusok és a mókuslányok egyik osztálytársa, gyakran gonosz a többiekkel és gúnyolódik velük, de néha segítőkész is tud lenni.                            |
| Jenny        | N/A                   | Csuha Borbála                                    | N/A             | A mókusok és a mókuslányok egyik osztálytársa, kedves és jószívű lány, barátságban van a mókusokkal.                                                        |
| Kevin        | Michael Bagdasarian   | Császár András (1. hang) Baráth István (2. hang) | N/A             | A mókusok és a mókuslányok egyik osztálytársa és Alvin legjobb barátja, olykor ostoba, de nem rosszindulatú.                                                |
| Miss. Croner | Janice Karman         | Bessenyei Emma                                   | Halász Aranka   | A mókusok és a mókuslányok szomszédja, goromba, magának való és zsémbes, de néha kedves is tud lenni.                                                       |
| Mrs. Smith   | Janice Karman         | Vertig Tímea                                     | Zsurzs Kati     | A mókusok és a mókuslányok tanítónője, igen türelmetlen és szigorú, különösen Alvinnal.                                                                     |

## Magyar változat

### 1. szinkron
A szinkront a Viacom megbízásából az SDI Media Hungary készítette.
- Magyar szöveg: Vajda Evelin
- Hangmérnök: Salgai Róbert
- Vágó: Pilipár Éva
- Gyártásvezető: Újréti Zsuzsa
- Szinkronrendező: Somló Andrea Éva
- Főcím: Zahorán Adrienne

### 2. szinkron
A szinkront az MTVA megbízásából a Masterfilm Digital, majd a Direct Dub Studios készítette.
- Magyar szöveg: Vajda Evelin
- Szinkronrendező: Zentai Mária
- Bemondó: Bozai József (1. hang), Korbuly Péter (2. hang)

## Évados áttekintés
| Évad | Évad | Epizódok | Eredeti sugárzás   | Eredeti sugárzás   | Amerikai sugárzás  | Amerikai sugárzás | Magyar sugárzás   | Magyar sugárzás    |
| Évad | Évad | Epizódok | Évadpremier        | Évadfinálé         | Évadpremier        | Évadfinálé        | Évadpremier       | Évadfinálé         |
| ---- | ---- | -------- | ------------------ | ------------------ | ------------------ | ----------------- | ----------------- | ------------------ |
|      | 1    | 26       | 2015. március 30.  | 2015. november 15. | 2015. augusztus 3. | 2016. március 8.  | 2016. február 29. | 2016. október 31.  |
|      | 2    | 26       | 2016. november 16. | 2017. október 3.   | 2016. március 9.   | 2017. június 3.   | 2017. február 13. | 2018. február 8.   |
|      | 3    | 26       | 2018. április 8.   | 2018. február 28.  | 2017. június 10.   | 2019. június 19.  | 2018. június 4.   | 2019. március 15.  |
|      | 4    | 26       | 2019. július 2.    | 2021. április 5.   | 2019. június 20.   | 2021. február 22. | 2019. július 22.  | 2020. december 19. |
|      | 5    | 26       | TBA                | TBA                | 2021. február 23.  | TBA               | 2021. május 31.   | TBA                |